# Tournoi de clôture du championnat de Bolivie de football 2010
Navigation
Saison précédente Saison suivante
Le tournoi de clôture de la saison 2010 du Championnat de Bolivie de football est le second tournoi semestriel de la trente-sixième édition du championnat de première division en Bolivie.
Les douze équipes sont regroupées au sein d'une poule unique où elles s'affrontent deux fois, à domicile et à l'extérieur.
C'est le club d'Oriente Petrolero qui remporte la compétition cette saison après avoir terminé en tête du classement, avec quatre points d'avance sur Bolivar La Paz et six sur un duo composé d'Aurora Cochabamba et de San José Oruro. C'est le quatrième titre de champion de Bolivie de l'histoire du club.

## Qualifications continentales
Le vainqueur du tournoi Clôture se qualifie pour la Copa Libertadores 2011, tout comme son dauphin. Le troisième du tournoi Clôture obtient quant à lui son billet pour la Copa Sudamericana 2011.  Enfin, le vainqueur du Torneo de Invierno, organisé en milieu de saison pour déterminer les qualifications continentales, se qualifie pour la prochaine édition de la Copa Sudamericana.

## Les clubs participants
| - Jorge Wilstermann Cochabamba - Aurora Cochabamba - Oriente Petrolero - Bolivar La Paz - Club Blooming - Universitario de Sucre | - San José Oruro - Real Potosi - Real Mamoré - The Strongest La Paz - Club Deportivo Guabirá - La Paz FC |

## Compétition
Le barème utilisé pour établir l'ensemble des classements est le suivant :
- Victoire : 3 points
- Match nul : 1 point
- Défaite : 0 point

| Rang | Équipe                        | Pts | J  | G  | N | P  | Bp | Bc | Diff |
| ---- | ----------------------------- | --- | -- | -- | - | -- | -- | -- | ---- |
| 1    | Oriente Petrolero             | 40  | 22 | 12 | 4 | 6  | 38 | 26 | +12  |
| 2    | Bolívar La Paz                | 36  | 22 | 10 | 6 | 6  | 37 | 28 | +9   |
| 3    | Aurora Cochabamba             | 34  | 22 | 10 | 4 | 8  | 34 | 30 | +4   |
| 4    | San José Oruro                | 34  | 22 | 10 | 4 | 8  | 40 | 37 | +3   |
| 5    | Club Deportivo GuabiráP       | 32  | 22 | 9  | 5 | 8  | 22 | 28 | -6   |
| 6    | Club Blooming                 | 31  | 22 | 9  | 4 | 9  | 24 | 28 | -4   |
| 7    | Real Potosí                   | 29  | 22 | 8  | 5 | 9  | 38 | 35 | +3   |
| 8    | The Strongest La Paz          | 29  | 22 | 10 | 2 | 10 | 37 | 36 | +1   |
| 9    | Real Mamoré                   | 28  | 22 | 7  | 7 | 8  | 21 | 30 | -9   |
| 10   | La Paz FC                     | 26  | 22 | 7  | 5 | 10 | 33 | 34 | -1   |
| 11   | Universitario de Sucre        | 22  | 22 | 5  | 7 | 10 | 24 | 33 | -9   |
| 12   | Jorge Wilstermann CochabambaT | 22  | 22 | 5  | 7 | 10 | 26 | 32 | -6   |

|  | Qualification pour la Copa Libertadores 2010        |
|  | Qualification pour la Copa Sudamericana 2010        |
|  | T : Tenant du titre P : Promu de Copa Simon Bolivar |

- The Strongest La Paz a reçu une pénalité de 3 points.

## Relégation
Comme lors des saisons précédentes, un classement cumulé des performances sur les deux dernières saisons (tournois Ouverture et Clôture 2009 et 2010) permet de déterminer les clubs relégués. Le dernier de ce classement est directement relégué en deuxième division tandis que l'avant-dernier doit disputer un barrage de promotion-relégation face au deuxième de Copa Simon Bolivar.
| Rang | Équipe                       | Pts   | J  | G | N | P | Bp | Bc | Diff |
| ---- | ---------------------------- | ----- | -- | - | - | - | -- | -- | ---- |
| 1    | Bolivar La Paz               | 1,897 | 66 |   |   |   |    |    |      |
| 2    | Oriente Petrolero            | 1,706 | 66 |   |   |   |    |    |      |
| 3    | Real Potosi                  | 1,559 | 66 |   |   |   |    |    |      |
| 4    | San José Oruro               | 1,500 | 66 |   |   |   |    |    |      |
| 5    | The Strongest La Paz         | 1,485 | 66 |   |   |   |    |    |      |
| 6    | Universitario de Sucre       | 1,309 | 66 |   |   |   |    |    |      |
| 7    | Club Deportivo Guabirá       | 1,294 | 34 |   |   |   |    |    |      |
| 8    | Aurora Cochabamba            | 1,294 | 66 |   |   |   |    |    |      |
| 9    | Club Blooming                | 1,279 | 66 |   |   |   |    |    |      |
| 10   | La Paz FC                    | 1,206 | 66 |   |   |   |    |    |      |
| 11   | Real Mamoré                  | 1,074 | 66 |   |   |   |    |    |      |
| 12   | Jorge Wilstermann Cochabamba | 1,059 | 34 |   |   |   |    |    |      |

### Barrage de promotion-relégation
| Équipe 1          | Résultat | Équipe 2         | Aller | Retour |
| ----------------- | -------- | ---------------- | ----- | ------ |
| Real America (D2) | 4 - 6    | (D1) Real Mamoré | 1 - 2 | 3 - 4  |

## Torneo de Invierno
Le tournoi a pour but de désigner le troisième club qualifié en Copa Sudamericana (en plus d'Oriente Petrolero, deuxième du tournoi Ouverture et d'Universitario de Sucre, vainqueur de la poule de classement). Si l'un de ces deux clubs remporte les play-offs, c'est le finaliste qui récupère la qualification. Toutes les rencontres se disputent en matchs aller-retour avec un repêchage des deux meilleurs perdants lors du premier tour.
Premier tour :
| Équipe 1                     | Résultat      | Équipe 2               | Aller | Retour |
| ---------------------------- | ------------- | ---------------------- | ----- | ------ |
| Real Potosi                  | 3 - 2         | Universitario de Sucre | 3 - 0 | 0 - 2  |
| Club Blooming                | 2 - 2e        | Oriente Petrolero      | 1 - 2 | 1 - 0  |
| Club Deportivo Guabirá       | 1 - 2         | Real Mamoré            | 0 - 2 | 1 - 0  |
| San José Oruro               | 7 - 4         | La Paz FC              | 3 - 3 | 4 - 1  |
| Jorge Wilstermann Cochabamba | 4 - 1         | Aurora Cochabamba      | 3 - 0 | 1 - 1  |
| Bolivar La Paz               | 2 - 2 4-3 tab | The Strongest La Paz   | 2 - 0 | 0 - 2  |

- The Strongest La Paz et Club Blooming sont repêchés en tant que meilleurs perdants.

Quarts de finale :
| Équipe 1                     | Résultat      | Équipe 2             | Aller | Retour |
| ---------------------------- | ------------- | -------------------- | ----- | ------ |
| Real Mamoré                  | 1 - 4         | Oriente Petrolero    | 1 - 1 | 0 - 3  |
| San José Oruro               | 2 - 1         | The Strongest La Paz | 0 - 0 | 2 - 1  |
| Real Potosi                  | 6 - 7 3-5 tab | Bolivar La Paz       | 5 - 3 | 1 - 4  |
| Jorge Wilstermann Cochabamba | 2 - 3 4-1 tab | Club Blooming        | 2 - 0 | 0 - 3  |

Demi-finales :
| Équipe 1          | Résultat | Équipe 2                     | Aller | Retour | Appui |
| ----------------- | -------- | ---------------------------- | ----- | ------ | ----- |
| Oriente Petrolero | 4 - 1    | Jorge Wilstermann Cochabamba | 3 - 1 | 1 - 0  |       |
| San José Oruro    | 4 - 6    | Bolivar La Paz               | 1 - 0 | 1 - 5  | 2 - 1 |

Finale :
| Équipe 1       | Résultat      | Équipe 2          | Aller | Retour | Appui |
| -------------- | ------------- | ----------------- | ----- | ------ | ----- |
| San José Oruro | 5 - 6 5-6 tab | Oriente Petrolero | 2 - 0 | 2 - 5  | 1 - 1 |

## Bilan de la saison
| Championnat de Bolivie de football 2010 |                              |
| Champion                                | Oriente Petrolero (4e titre) |
| Qualifications continentales            |                              |
| Copa Libertadores 2011                  | Oriente Petrolero            |
| Copa Libertadores 2011                  | Bolivar La Paz               |
| Copa Sudamericana 2011                  | Aurora Cochabamba            |
| Copa Sudamericana 2011                  | San José Oruro               |
| Promotions et relégations               |                              |
| Promus en Primera A                     | Nacional Potosi              |
| Relégués en Torneo Simon Bolívar        | Jorge Wilstermann Cochabamba |